# Lilliefors-Test
Der Lilliefors-Test beziehungsweise Kolmogorow-Smirnow-Lilliefors-Test ist ein statistischer Test, mit dem die Häufigkeitsverteilung der Daten einer Stichprobe auf Abweichungen von einer Normalverteilung mit unbekanntem Erwartungswert und unbekannter Varianz untersucht werden kann. Er basiert auf einer Modifizierung des Kolmogorow-Smirnow-Tests, bei dem es sich um einen allgemeinen Anpassungstest handelt, für den speziellen Anwendungsfall der Normalitätstestung. Damit ist er für den Test auf Normalverteilung besser geeignet als der Kolmogorow-Smirnow-Test, seine Teststärke ist jedoch geringer als die anderer Normalitätstests. Benannt wurde er nach Hubert Lilliefors, der ihn 1967 erstmals beschrieb.
Es existiert auch eine Variante des Tests für exponentialverteile Zufallsvariablen.

## Testbeschreibung
Zur Durchführung des Lilliefors-Tests wird der Abstand bestimmt zwischen der Verteilung der Stichprobendaten und einer theoretischen Normalverteilung, für die der Erwartungswert und die Standardabweichung der Stichprobe angenommen werden. Je größer dieser Abstand ist, umso kleiner ist der p-Wert. Die Nullhypothese des Tests ist die Annahme, dass die Daten der zu untersuchenden Stichprobe normalverteilt vorliegen. Ein p-Wert kleiner als 0,05 als Testergebnis ist demzufolge als statistisch signifikante Abweichung der Häufigkeitsverteilung der Stichprobe von der Normalverteilung zu interpretieren, während ein p-Wert größer als 0,05 nicht zwangsläufig das Vorliegen normalverteilter Daten bedeutet. Die Entscheidung darüber, ob die Daten einer Stichprobe normalverteilt sind, ist unter anderem wichtig für die Wahl der Testverfahren für weitere Analysen, da bestimmte Tests normalverteilte Stichproben voraussetzen und bei Abweichungen von der Normalverteilung nichtparametrische Tests als Alternative einzusetzen sind.
1986 wurde eine korrigierte Tabelle der kritischen Werte des Tests veröffentlicht.

## Alternative Verfahren
Alternativen zum Lilliefors-Test sind unter anderem der Shapiro-Wilk-Test und der Jarque-Bera-Test sowie die Anwendung des Anderson-Darling-Tests als Normalitätstest. Während der Lilliefors-Test für den Test auf Normalverteilung besser geeignet ist als der Kolmogorow-Smirnow-Test, gelten insbesondere der Anderson-Darling-Test und der Shapiro-Wilk-Test hinsichtlich ihrer Teststärke als dem Lilliefors-Test überlegen.